# 太平洋-南極洋脊

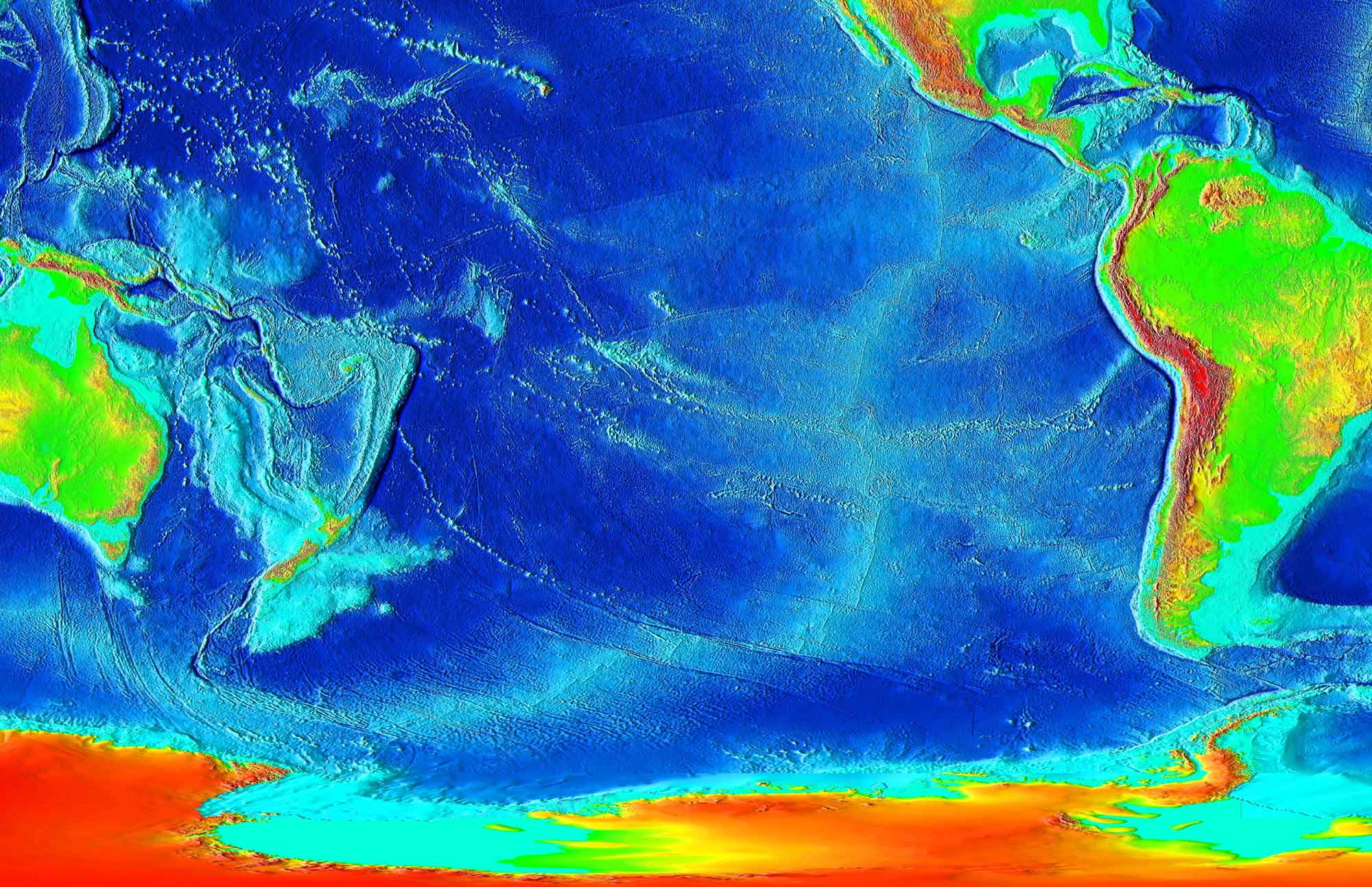
太平洋-南極洋脊是東太平洋海隆的南部

太平洋-南極洋脊位於太平洋南部张裂邊界的海床，把太平洋板塊和南極洲板塊分開，被認為是東太平洋海隆的東南部分，伸延至紐西蘭以南的麥夸里三向聯結構造。